# Peyrins
Peyrins é uma comuna francesa na região administrativa de Auvérnia-Ródano-Alpes, no departamento de Drôme. Estende-se por uma área de 25,16 km². Em 2010 a comuna tinha 2 760 habitantes (densidade: 109,7 hab./km²).